# Цианат серебра
Цианат серебра — неорганическое соединение,
соль серебра и изоциановой кислоты 
с формулой AgOCN,
бесцветные кристаллы,
не растворяется в воде.

## Получение
Обменная реакция в растворах цианата калия и нитрата серебра:
{\displaystyle {\mathsf {KOCN+AgNO_{3}\ {\xrightarrow {}}\ 2AgOCN\downarrow +KNO_{3}}}}

## Физические свойства
Цианат серебра образует бесцветные кристаллы
моноклинной сингонии, пространственная группа P 21/m, параметры ячейки a = 0,5473 нм, b = 0,6372 нм, c = 0,3416 нм, β = 91,0°, Z = 2
.
Слабо растворяется в холодной воде, р ПР = 6,64.
Растворяется в горячей воде, азотной кислоте, растворах аммиака и цианистого калия.

## Химические свойства
- С растворимыми хлоридами образует осадок хлорида серебра:

{\displaystyle {\mathsf {AgOCN+NH_{4}Cl\ {\xrightarrow {}}\ AgCl\downarrow +NH_{4}OCN}}}